# 벨몬드 (아이오와주)

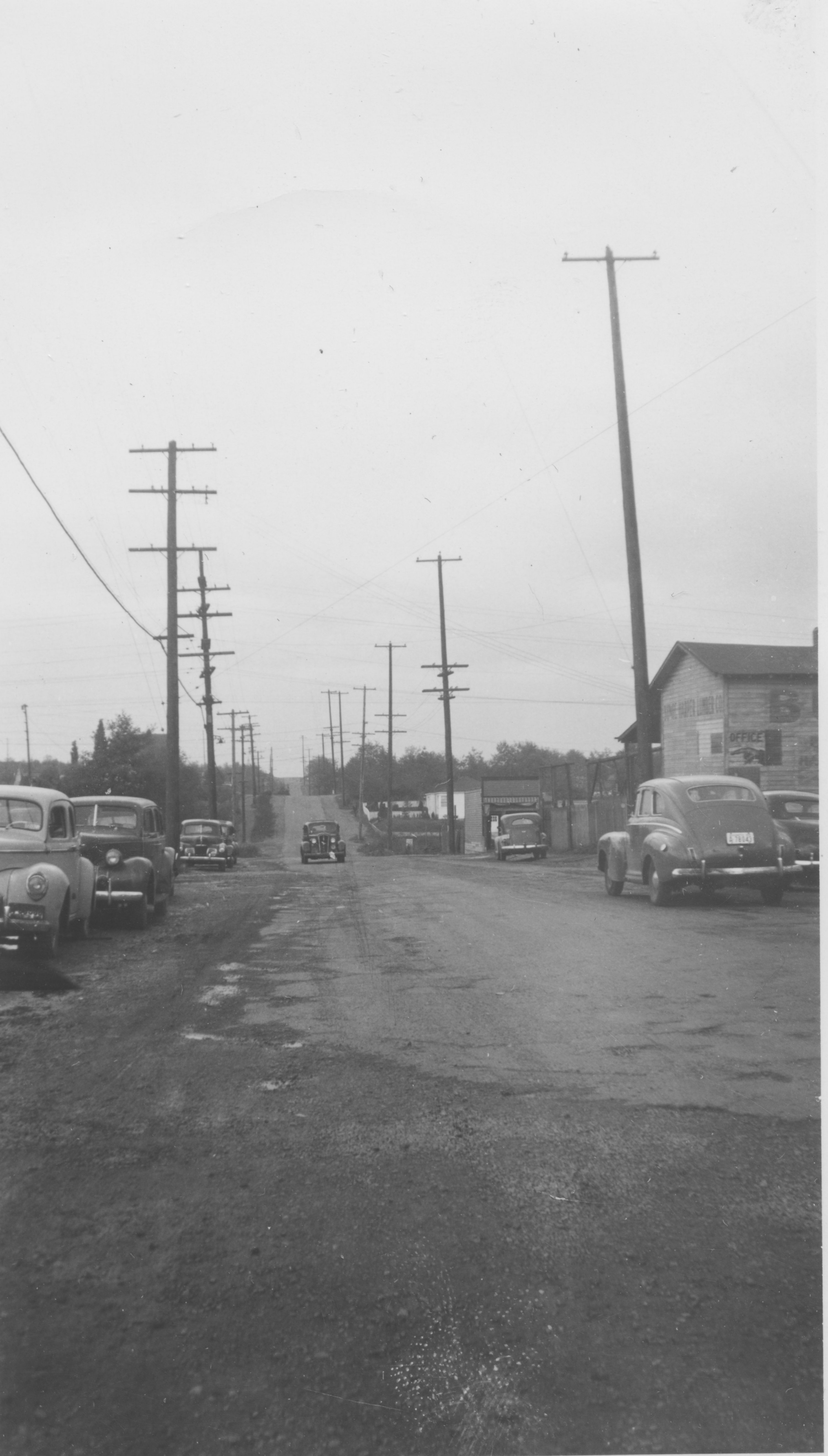
1945년 아이오와주 벨몬드의 메인 스트리트

벨몬드(Belmond)는 미국 아이오와주 라이트군의 도시이다. 군청소재지 클라리온으로부터 도로로 14마일(23킬로미터) 떨어진 U.S. 루트 69를 따라 위치한다. 이 지역의 인구 수는 2010년 미국 인구 조사에 따르면 2,376명으로, 2000년의 2,560명에 비해 감소하였다.

## 인구
| 인구조사              | 인구  | Note  | %±    |
| --------------------- | ----- | ----- | ----- |
| 1890년                | 803   |       | —     |
| 1900년                | 1,234 |       | 53.7% |
| 1910년                | 1,224 |       | −0.8% |
| 1920년                | 1,797 |       | 46.8% |
| 1930년                | 1,733 |       | −3.6% |
| 1940년                | 2,109 |       | 21.7% |
| 1950년                | 2,169 |       | 2.8%  |
| 1960년                | 2,506 |       | 15.5% |
| 1970년                | 2,358 |       | −5.9% |
| 1980년                | 2,505 |       | 6.2%  |
| 1990년                | 2,500 |       | −0.2% |
| 2000년                | 2,560 |       | 2.4%  |
| 2010년                | 2,376 |       | −7.2% |
| 2019 (추산)           | 2,263 | [ 3 ] | −4.8% |
| U.S. Decennial Census |       |       |       |